# 二尊院
二尊院（にそんいん）是位在日本京都府京都市右京區嵯峨野的天台宗寺院。山號「小倉山」。正式名稱是小倉山二尊教院華台寺。本尊釋迦如來・阿彌陀如來、嵯峨天皇勅願、開基（創立者）為圓仁。二尊院之名是因為本尊「發遣之釋迦」和「來迎之阿彌陀」的兩如來像。
進入總門，被稱作「紅葉之馬場｣的參道是有名的紅葉名所。此外，境內有據傳是百人一首藤原定家的時雨亭跡。

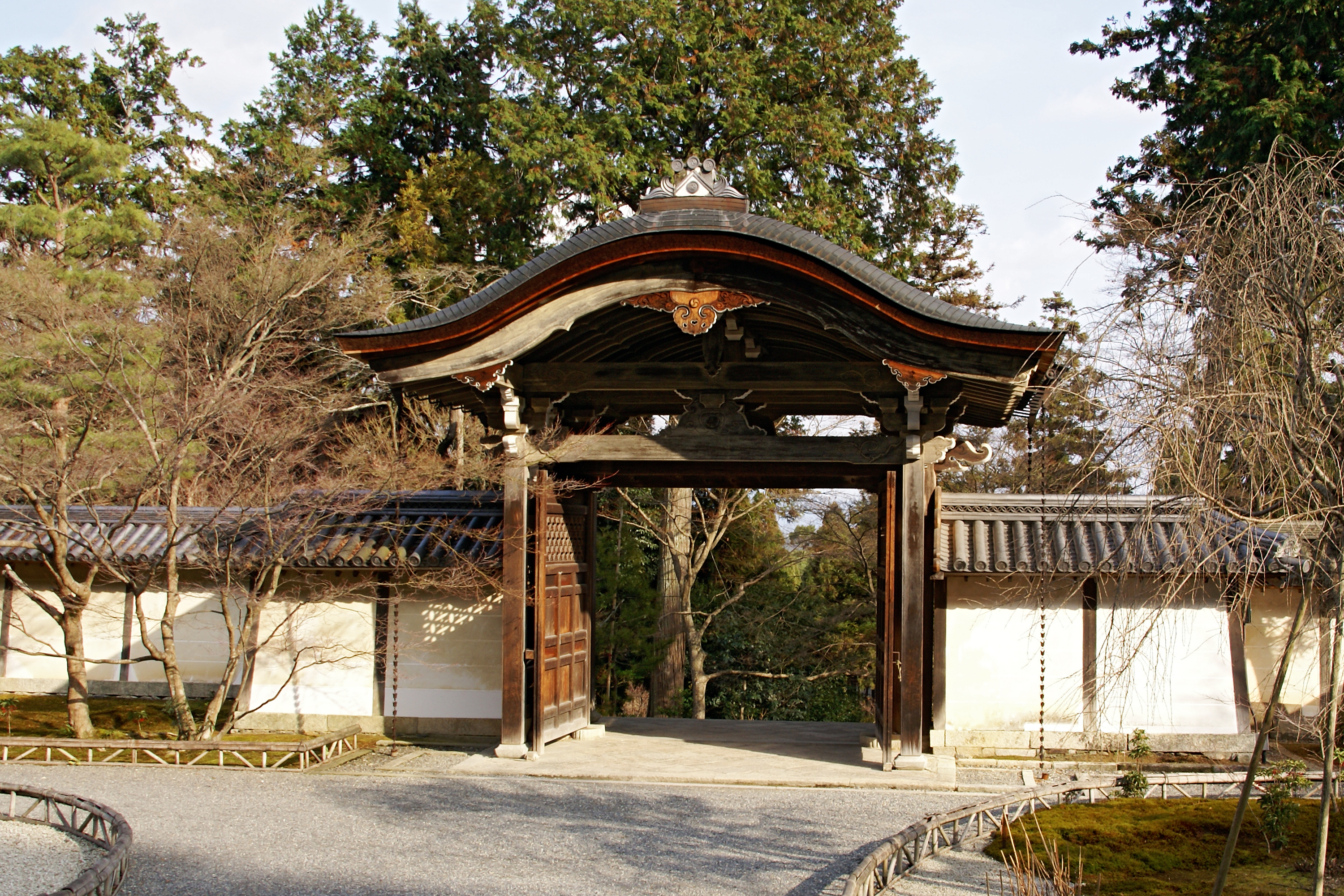
勅使門
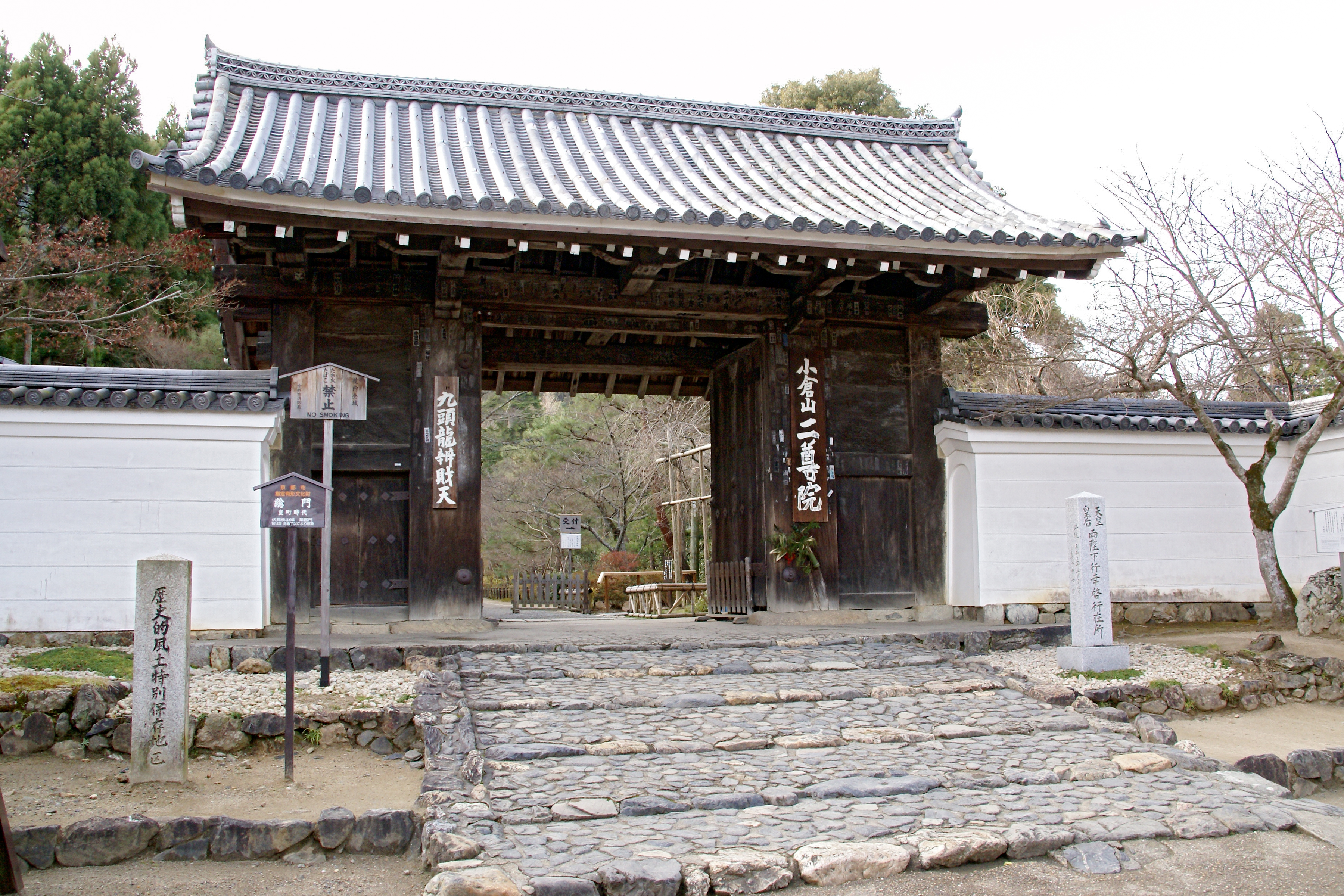
總門
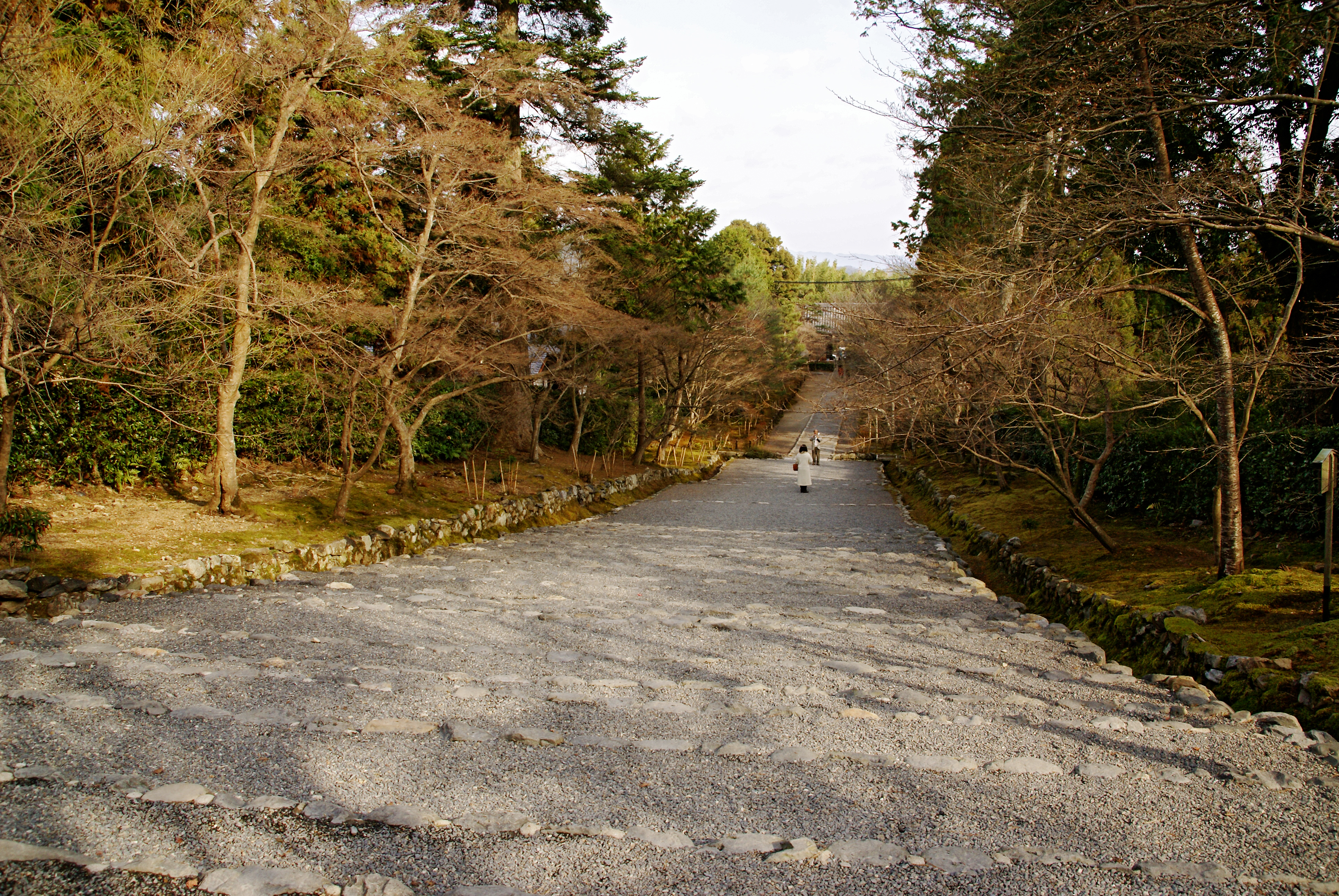
紅葉之馬場
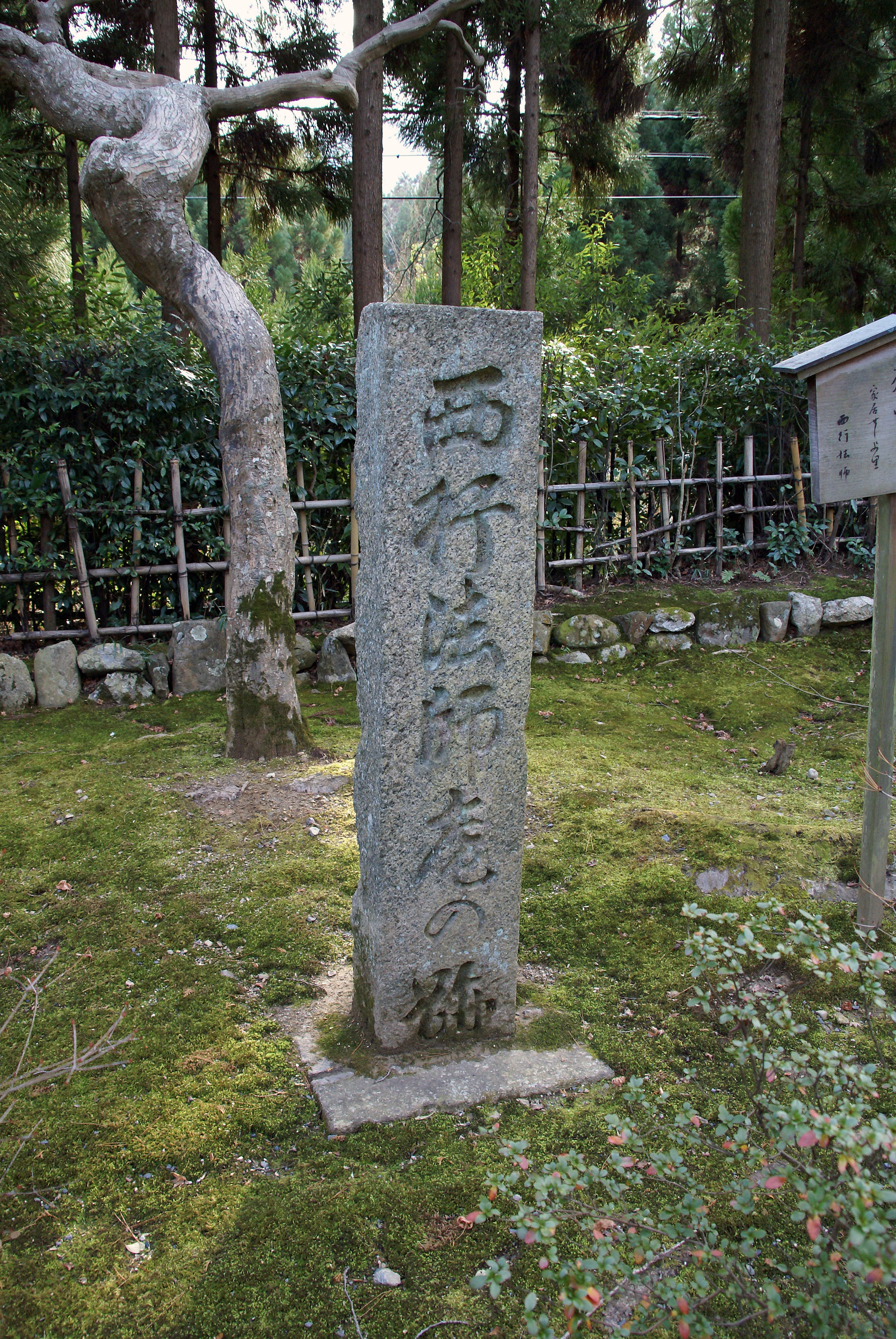
西行之庵跡

## 關連項目
- 嵐山

## 外部連結
- 二尊院（页面存档备份，存于）